# Игнатово (Дмитровский городской округ)
Игна́тово — село в Дмитровском муниципальном округе Московской области (ранее было в Кузяевском сельском округе). Население — 119 чел. (2010). В 1923—1954 годах — центр Игнатовского сельсовета.

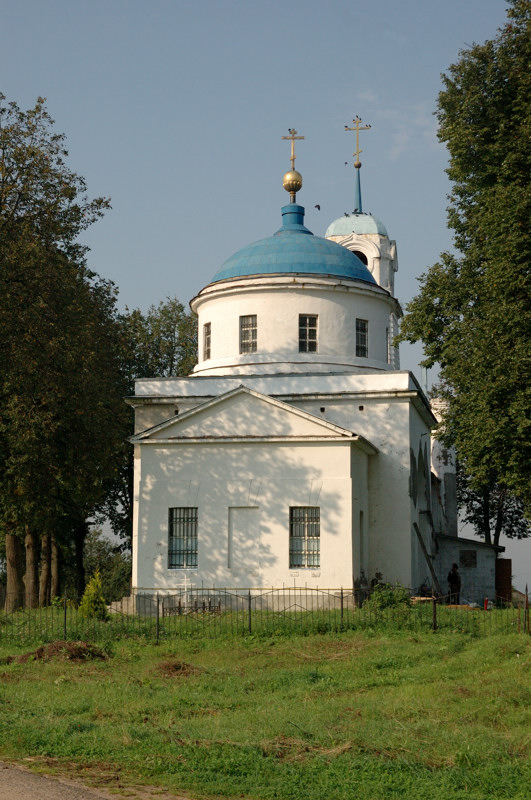
Тихвинская Церковь

На территории расположена действующая церковь Тихвинской иконы Божией Матери.

## Расположение
Село расположено на естественной возвышенности 210 метров над уровнем моря, на восточной стороне Канала имени Москвы от посёлка Икша. Ближайшая железнодорожная станция: Икша Савёловской железной дороги.
Рядом с селом находятся цех железобетонных изделий, стрелковый комплекс Лисья Нора, картодром Маяк, спортивно-оздоровительный комплекс Солонцово.
Близлежащие коттеджные поселки: «Honka Club» (клубный поселок «Foxhills»), «Сосна», «Новое Игнатово» и дачные посёлки (садовые товарищества) — «Воин», «Волхов», «Гурбан», «Карбонат», «Медик», «Монако-1», «Плес», «Сосенка», «Станкин-2», «Фортуна», «Химик». В овраге, на территории СТ «Фортуна» имеется футбольное поле (с 2002 г.).

## История
В 1889 году рядом была построена станция Икша Савёловской железной дороги. Поселение при станции со временем выросло в рабочий посёлок Икша.
В первые годы советской власти образование Игнатовского сельсовета.
В 1926 году в Игнатовском сельсовете Деденевской волости в селе Игнатово, в 1,6 км от станции Икша, проживало в 178 крестьянских хозяйствах проживало 457 мужчин и 516 женщин (973 человека).
В 1932—1937 году строительство Канала имени Москвы. Дмитровский тракт переносится за канал. Село отрезается от населённых пунктов, находящихся на западе.
14 июня 1954 года Игнатовский с/с был упразднён. При этом его территория была передана в Протасовский сельсовет. В 1958 году Игнатово вошло в состав Кузяевского сельсовета.

## Галерея

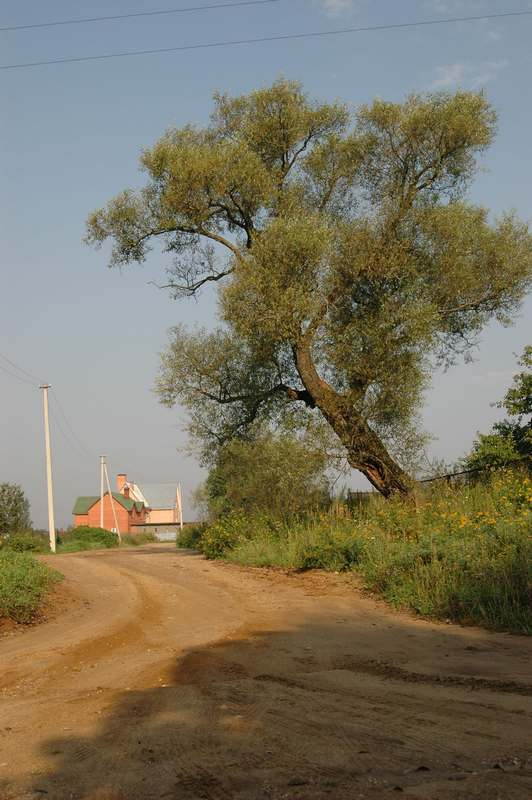
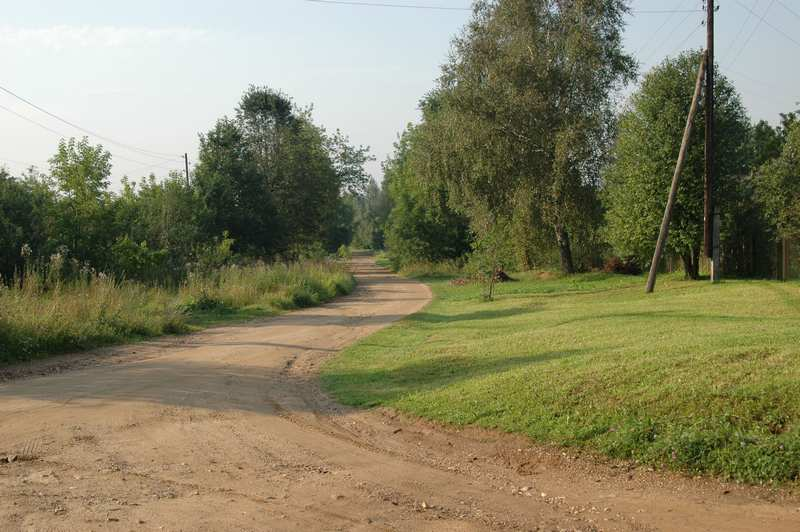
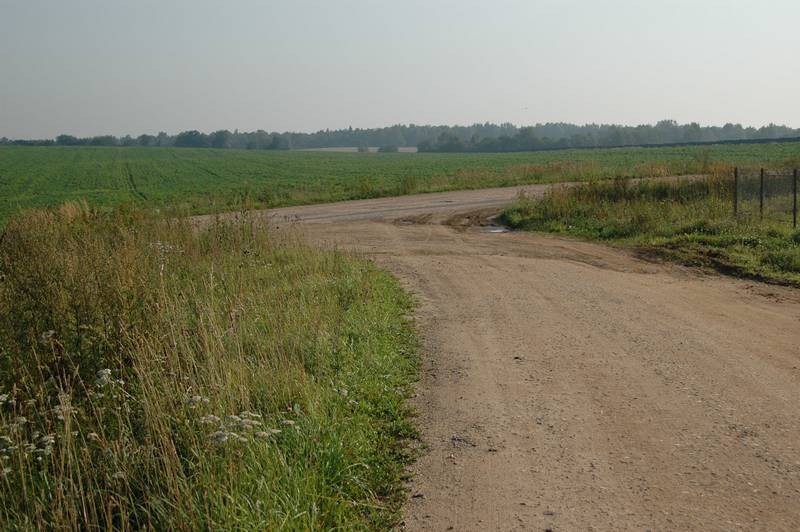
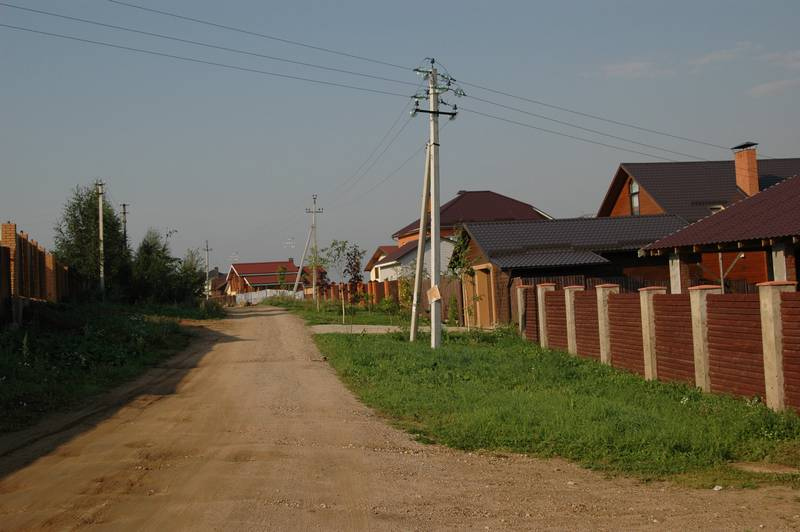

## Население
| 1926 | 2002 | 2006 | 2010 |
| ---- | ---- | ---- | ---- |
| 973  | ↘104 | ↘68  | ↗119 |